# Chiauci
Chiauci ist eine italienische Gemeinde (comune) in der Provinz Isernia in der Region Molise im Apennin mit 198 Einwohnern (Stand 31. Dezember 2023). Die Gemeinde liegt etwa 16 Kilometer nordöstlich von Isernia am Trigno, der hier zum Lago di Chiauci aufgestaut ist.

## Verkehr
Durch die Gemeinde führt die Strada Statale 650 di Fondo Valle Trigno von Isernia nach San Salvo.